# Bežerovice (przystanek kolejowy)
Bežerovice – przystanek kolejowy w miejscowości Bežerovice, w kraju południowoczeskim, w Czechach. Znajduje się na wysokości 425 m n.p.m..
Na przystanku nie ma możliwości zakupu biletów, a obsługa podróżnych odbywa się w pociągu.

## Linie kolejowe
- 202 Tábor – Bechyně